# CATIA
CATIA (Computer Aided Three Dimensional Interactive Application) — система автоматизованого проєктування (САПР) французької фірми Dassault Systèmes. CATIA було розроблено у 1970-х. І вже в 1980-х за її допомогою було створено військовий літак фірми Dassault Aviation. Пізніше програму адаптували для аерокосмічної, автомобільної, суднобудівної та інших галузей. CATIA використовував архітектор Френк Гарі для проєктування музею Гугенхайма в Більбао і Уолт Дісней Концерт Холл у Лос-Анжелесі.
Сьогодні у світі використовують дві версії — V4 і V5, які значно відрізняються між собою.
V4 була анонсована в 1993 році й створювалася для Unix- подібних операційних систем, CATIA V5 була анонсована в 1998 році, і це перша з версій, що може працювати під керуванням Microsoft Windows. По завіренню Dassault Systems, CATIA V5 була написана «з нуля» і втілила в собі передові технології САПР. Спочатку CATIA V5 не була особливо популярною на ринку і щоб стимулювати її використання Dassault Systems висунула концепцію PLM (Product Lifecycle Management). Ідея PLM виявилася вдалою і її підхопила майже вся індустрія САПР.
У лютому 2008 року Dassault Systems анонсувала нову версію системи — CATIA V6. V6 буде підтримувати програми моделювання для всіх інженерних дисциплін і колективні бізнес- процеси протягом життєвого циклу виробу. Нова концепція фірми одержала назву «PLM 2.0 на платформі V6». Суть концепції — тривимірне моделювання і колективна робота в реальному часі. Для зв'язку між людьми, що перебувають у різних точках світу, передбачені засоби простого підключення до Web. PLM 2.0 — це новий підхід, що відкриває можливість використовувати інтелектуальні результати онлайнового взаємозв'язку. Кожний користувач може придумувати, розробляти продукти та обмінюватися інформацією на універсальній 3D-мові. Користувачі зможуть у наочній формі оперувати одночасно віртуальними та реальними об'єктами.